# Sagem MyS-7
 (février 2021).
 (février 2021).
Le MyS-7 est un smartphone produit par Sagem en 2004,. Il utilise le système d'exploitation Windows Mobile 2003.